# Depresija (geologija)
Depresija v geologiji je površinska oblika terena, kotlasto nizko ležeče območje, ki nima površinskega odtoka, ali nizko ležeče območje pod morsko gladino. Poglobitve so lahko nastale zaradi različnih dejavnikov.
Nastale z erozijo:
- deflacijska depresija je posledica erozije vetra navadno na delno poraščenih peščenih sipinah ali suhih tleh (kot je poglacialna puhlica); [2]
- ledeniška dolina: depresijo je izklesala erozija ledenika;
- rečna dolina: depresijo je izklesala rečna erozija;
- pogrezanje: propad osnovne strukture, kot so vrtače, nastane na kraškem terenu;
- korito je endoreična kotlina, ki vsebuje stalno ali sezonsko jezero, slano površino (slanišče) ali suho jezero ali kratkotrajna vodna telesa.

Nastale z razpadom:
- kraško jezero: depresija nastane kot posledica propada kamnin, ki ležijo nad globeljo. To je pogost pojav na krasu (npr. Rdeče jezero, Hrvaška);
- kotel (vodna luknja, jama): plitvo, s sedimentom napolnjeno vodno telo, ki nastane zaradi umikajočega ledenika v terminalski moreni ali umika poplavnih vod; [3]
- termokras: zelo neenakomerna površina močvirnih kotanj in malih gričkov, oblikovanih kot posledica odtajanja permafrosta na arktičnih območjih in v manjšem obsegu na hribovitih območjih, kot so Himalaja in švicarske Alpe.

Nastale zaradi mehanskih vplivov:
- udarni krater je depresija, nastala zaradi udarca, na primer meteorita.

Nastale s sedimentacijo:
- sedimentni bazen: v sedimentologiji je območje gosto napolnjeno z usedlinami, v katerem masa usedlin povzroča posedek dna bazena. [2]

Nastale zaradi tektonike:
- kotlina: geološka kotanja; kraj tektonskega upogiba prej povešenih plasti kot posledica izostazije (npr. havajsko korito) ali podrivanja (Osrednječilska dolina). Podolgovati strukturni bazeni so znani tudi kot sinklinale;
- tektonski jarek ali razklana dolina: globoka, ozka in običajno linearna depresija ali kotlina, ustvarjena kot razpoka na območju pod napetostjo tektonskih sil (npr. Veliki tektonski jarek, Jordanski tektonski jarek);
- pogreznjena kotlina je pogreznjen del Zemljinega površja zaradi tektonskega delovanja (na primer: območje Mrtvega morja);
- oceanski jarek: globoka linearna depresija je na oceanskem dnu. Oceanski jarki so posledica subdukcije, ko se ena tektonska plošča podriva pod drugo (oceanska pod drugo oceansko ali kontinentalno skorjo);
- kotlina, ki jo ustvari ledeni pokrov: površina zaradi teže ledenega pokrova postane poglacialni odboj, ko se led umakne (območje, ki meji na led, se lahko zniža in ustvari periferno depresijo).[4]

Nastale zaradi vulkanizma:
- kaldera je vulkanska depresija in posledica propada po vulkanskem izbruhu; [5]
- jamski krater je vulkanska depresija, manjša od kaldere, ki nastane zaradi ugreza, ali jama v talni površini, ki leži nad praznino;
- maar je širok, nizek vulkanski krater ali depresija, nastala zaradi eksplozivnega izbruha s podtalnico, ki je prišla v stik z vročo lavo (freatomagmatični izbruh ali diatremska (vulkanska) eksplozija).